# تویوتا دینا

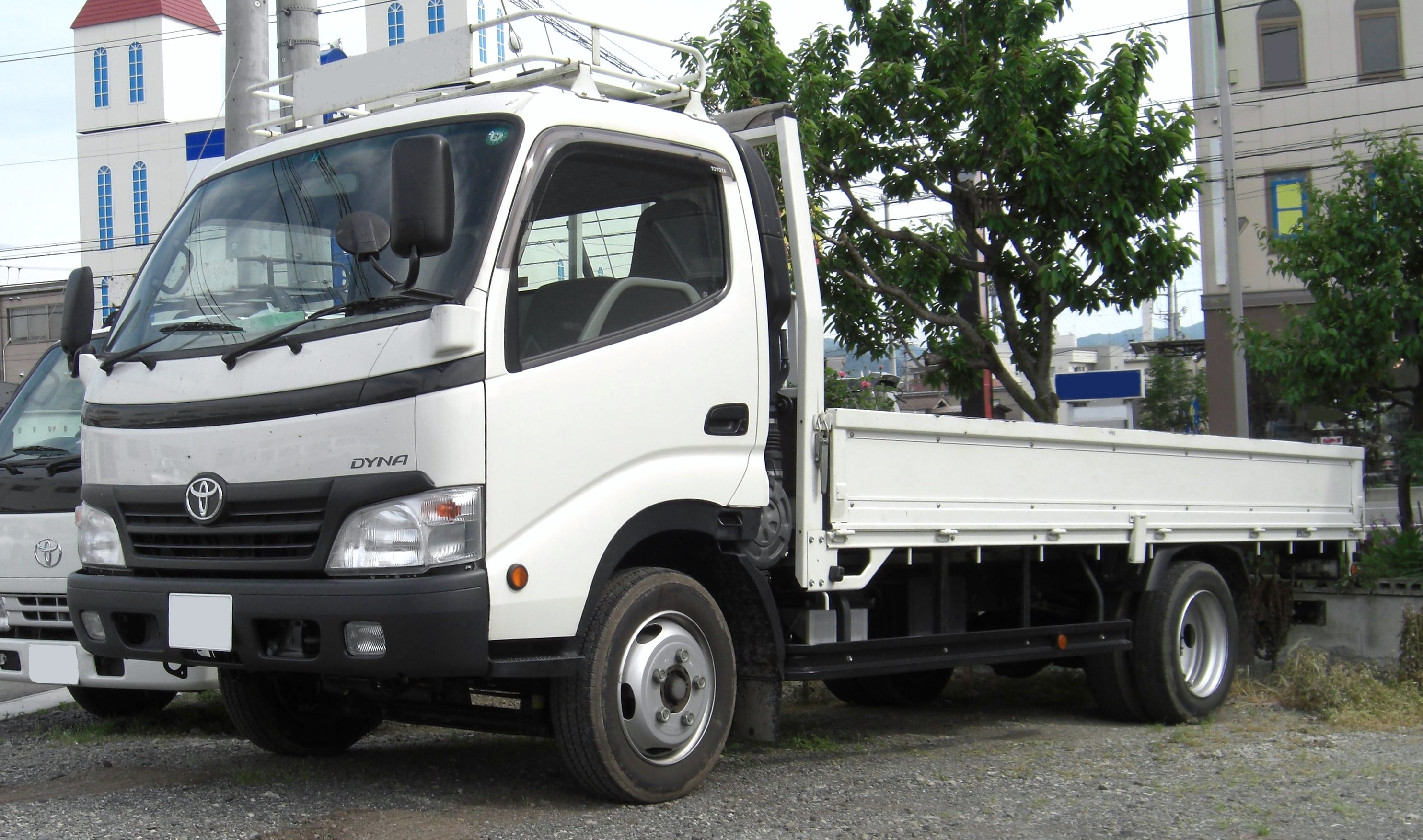

تویوتا دینا (Toyota Dyna) خودرویی است که از سال ۱۹۵۹ تاکنون تولید شده‌است. 
این خودرو در کلاس کامیون قرار گرفته، است. سیستم جعبه‌دندهٔ آن به دو صورت خودکار و دستی است.